# 比爾·休伊曾加
比爾·休伊曾加（英語：Bill Huizenga；1969年1月31日—）是美国的一位政治人物。自2011年開始，他是密西根州第2選舉區選出的聯邦眾議員。他的黨籍是共和黨。他首次參加選舉是在2002年。